# Wiwina z Grand-Bigard
Święta Wiwina (ur. ok. 1109, zm. 17 grudnia ok. 1170) – święta Kościoła katolickiego.

## Życiorys
Urodziła się szlacheckiej rodzinie. Założyła klasztor i została opatką klasztoru. Zmarła w opinii świętości. Jest czczona jako święta.